# Zygaena nevadensis
Espèce
Zygaena nevadensis, la Zygène ibère, Zygène andalouse ou Zygène des Gesses, est une petite espèce de lépidoptères du genre Zygaena qui vit en Europe du Sud, de la péninsule Ibérique au Midi de la France, et plus à l'est dans les Balkans, en Roumanie et dans le Caucase. Il existe une sous-espèce qui vit au Maroc.

## Sous-espèces
- Zygaena nevadensis nevadensis
- Zygaena nevadensis atlantica Le Charles, 1957 (Maroc)
- Zygaena nevadensis gallica Oberthur, 1898
- Zygaena nevadensis gheorghenica Reiss, 1976
- Zygaena nevadensis interrupta Boursin, 1923
- Zygaena nevadensis pelisterensis Reiss, 1976
- Zygaena nevadensis schmidti Reiss, 1931
- Zygaena nevadensis teberdica Reiss, 1939

## Description
C'est une petite espèce diurne à l'envergure de 2 cm qui ressemble à l'espèce voisine Zygaena viciae avec des ailes à fond vert clair et taches orangées.
Elle présente une seule génération annuelle et vole en juin et juillet. Elle butine des scabieuses et diverses espèces de vesces. La chenille se nourrit de vesces sauvages et de plantes herbacées de la famille des Fabaceae (légumineuses).